# Isla Charron
La isla Charron (en francés: Île Charron) es una isla en el río San Lorenzo, la más occidental de archipiélago de las Îles de Boucherville, cerca del parque nacional Îles-de-Boucherville al sureste de la ciudad canadiense de Montreal.
En 1672, Luis XV de Francia cedió la isla Charron (entonces llamada "Isla de Notre-Dame") al gobernador de Trois-Rivières René Gaultier, quien se convirtió en señor de Varennes. En 1689, la esposa de Gaultier (la hija de Pierre Boucher) cedió la isla a su hija Madeleine Le-Villier, y la isla pasó a llamarse Isla Magdalena.
En 1815, el general José Bouchette del Bajo Canadá, registro la isla en uno de sus mapas como Île Charron, pero el nombre se hizo oficial sólo en 1950.